# Antisemitismo en Argentina en el siglo XXI
En el año 2012, Argentina contaba con 181 800 judíos, constituyendo el 1,3% del total de la población judía mundial, siendo así el séptimo país de mayor población judía. Según Jorge Knoblovits, secretario general de la Delegación de Asociaciones Israelitas Argentinas (DAIA), el principal motivo de subsistencia del antisemitismo en el país es la ignorancia: "Nuestro país no es antisemita, pero vemos que hay bolsones de ignorancia. Lo que hay que hacer es trabajar en la educación y en la prevención. El antisemitismo se basa en la ignorancia…"
En el informe sobre los hechos antisemitas en Argentina durante el año 2012 realizado por la DAIA se había notado una disminución de denuncias sobre episodios antisemitas en el país. Sin embargo se puede observar un marcado aumento en  el  uso de los medios virtuales como lugar de expresiones antisemitas. Otros tipos de manifestaciones antisemitas comunes en Argentina son las pintadas en la vía pública, las manifestaciones verbales, amenazas telefónicas o por correo electrónico y agresiones físicas (las cuales preocupantemente también se vieron en aumento durante este año).
A su vez puede observarse un impacto de los acontecimientos dentro del conflicto del Medio Oriente en los aumentos de los hechos antisemitas. El Centro Simon Wiesenthal aclamó que "algunos activistas acusan a judíos argentinos de traición a la patria o directamente los tratan como si fueran extranjeros en su propio país. También demonizan a Israel y al sionismo, y agitan las acusaciones de apartheid y limpieza étnica".
Según el Informe sobre Antisemitismo en la Argentina 2013 publicado en el mes de diciembre del año 2014, la cantidad de denuncias antisemitas registradas se ha mantenido constante en comparación al año 2012.
El mayor número de las denuncias antisemitas provienen de la ciudad de Buenos Aires y de la red de internet. Sin embargo, según el informe realizado, el hecho de que haya un menor número de denuncias del resto del país no significa que exista un menor nivel de antisemitismo. La diferencia en el número de denuncias de actos antisemitas puede deberse a una menor disponibilidad para presentar las denuncias y a un mayor hincapié por parte de los medios de comunicación a la ciudad de Buenos Aires.
El mayor número de actos antisemitas está relacionado con la simbología nazi, siguiéndole subsecuentemente expresiones xenófobas, expresiones de antisemitismo conspirativo y términos antisemitas relacionados con el Medio Oriente.
Cabe destacar el ascenso del antisemitismo en el internet. Desde el año 2011 Internet ha pasado a constituir el contexto con la mayor cantidad de denuncias por hechos antisemitas. Esta tendencia se incrementó a un 41% en el año 2013; aumentando así un 8% entre el 2011 y el 2013. La directora del Centro de Estudios Sociales, ha explicado este fenómeno como consecuencia de que "el contexto de internet ofrece impunidad y garantiza el anonimato, una condición necesaria para el antisemitismo."

#### Encuestas y opinión pública
Un informe de la Universidad de Buenos Aires realizado a pedido de la DAIA fue realizado en el año 2011 con el propósito de estudiar las actitudes hacia los judíos en la Argentina. Fueron interrogadas 1510 personas de distintas partes del país de entre 18 a 65 años de edad que ha revelado una actitud prejuiciosa y estigmática contra la población judía. Entre los resultados más notorios se puede observar que el 45% de los entrevistados no contraería matrimonio con una pareja judía, el 29% no viviría en un barrio con mayoría judía y el 39% admitieron que ven negativamente que los judíos ocupen cargos políticos, el 82% opinaron que lo que más les interesa es hacer buenos negocios y ganar dinero, el 49% sienten que son más leales a Israel que a Argentina, el 49% opinan que hablan demasiado de lo que les sucedió en el Holocausto y el 23% revelaron que aún siguen pensando que son responsables de la muerte de Cristo.
Una encuesta internacional de La Liga Antidifamación de la organización B’nai B’rith, realizada entre julio de 2013 y febrero de 2014, ha mostrado que uno de cada cuatro argentinos manifiesta prejuicios antisemitas.

#### Extensión de los actos antisemitas
Una de las principales fuentes estadísticas sobre el grado de extensión de los actos antisemitas, es el Informe sobre antisemitismo en la Argentina realizado cada año en conjunto por la DAIA (Delegación de Asociaciones Israelitas Argentinas) y el CES (Centro de Estudios Sociales). Dentro del informe se distinguen nueve categorías principales de antisemitismo:
|      | Cantidad de actos antisemitas registrados en Argentina |
| ---- | ------------------------------------------------------ |
| 2000 | 177                                                    |
| 2001 | 185                                                    |
| 2002 | 149                                                    |
| 2003 | 177                                                    |
| 2004 | 174                                                    |
| 2005 | 373                                                    |
| 2006 | 586                                                    |
| 2007 | 348                                                    |
| 2008 | 302                                                    |
| 2009 | 503                                                    |
| 2010 | 274                                                    |
| 2011 | 263                                                    |
| 2012 | 243                                                    |
| 2013 | 236                                                    |
| 2014 | 340                                                    |
| 2015 | 478                                                    |
| 2016 | 351                                                    |
| 2017 | 404                                                    |
| 2018 | 834                                                    |
| 2019 | 918                                                    |
| 2020 | 504                                                    |
| 2021 | 488                                                    |
| 2022 | 427                                                    |
| 2023 | 598                                                    |
| 2024 | 679                                                    |

#### Antisemitismo en los medios digitales
La misma realidad mediática del siglo XXI ha impedido que en ese período existan publicaciones impresas con características antisemitas como habían sido, durante el siglo XX, Clarinada, Criterio o El Caudillo. No obstante esta tendencia lejos de desaparecer se trasladó al ámbito más difícil de controlar, de los medios digitales y las redes sociales. Desde el año 2011 Internet ha pasado a constituir el contexto con la mayor cantidad de denuncias por hechos antisemitas. Esta tendencia se incrementó a un 41% en el año 2013; aumentando así un 8% entre el 2011 y el 2013. La directora del Centro de Estudios Sociales, ha explicado este fenómeno como consecuencia de que "el contexto de internet ofrece impunidad y garantiza el anonimato, una condición necesaria para el antisemitismo."
El Observatorio Web, un programa conjunto del Congreso Judío Latinoamericano (CJL), la AMIA y la DAIA, advirtió aumento generalizado de las publicaciones antisemitas durante 2024 en diversas plataformas digitales, lo que incluye redes sociales y medios de comunicación en línea.
Ese mismo año la Justicia argentina inició una investigación sobre una gran variedad de consignas antisemitas y teorías conspirativas del mismo signo publicadas regularmente a través de las redes sociales Facebook, Instagram, y X por cuentas identificadas con el nombre "La Batalla Cultural" y luego reproducidas por una revistas de análisis político en línea (con suscripciones pagas) autodenominada “Revista Hegemonía”. La Justicia logró establecer que detrás de "La Batalla Cultural" y de “Revista Hegemonía” se encontraba el ciudadano brasileño Erico de Campos Valadares quien se encuentra radicado en Villa Gesell, razón por la cual la causa recayó en la Cámara Federal de Dolores. Al contrario de los principales difusores del antisemitismo en el siglo XX, Valadares no es escritor ni periodista, en el juicio dijo ser publicista y “universitario en historia y geografía”, aunque sin mencionar ningún título de grado ni de posgrado, logrando establecerse que se había desempeñaba como empleado público en la Jefatura de Gabinete de la Nación desde el año 2012, y desde el año 2022 en la provincia de Buenos Aires como Personal de Gabinete del Presidente de la Autoridad del Agua. Valadares fue procesado por incitar a la violencia colectiva y realizar propaganda con fines discriminatorios, en los términos del artículo 3 primer párrafo de la Ley 23.592 de Antidiscriminación y el 212 del Código Penal. El primero establece prisión de un mes a tres años de prisión a quienes participen en una organización o realicen propaganda basados “en ideas o teorías de superioridad de una raza o de un grupo de personas de determinada religión, origen étnico o color, que tengan por objeto la justificación o promoción de la discriminación racial o religiosa en cualquier forma”.
En razón de este procesamiento, se le impuso al imputado la imposibilidad de ausentarse de su domicilio por un lapso mayor de 72 horas sin autorización previa del Juzgado, prohibiéndosele la salida del país y embargándolo por $10.000.000 sobre sus bienes para afrontar el eventual pago de una indemnización civil. Entre los contenidos que dieron lugar a estas medidas se citaron: “Vaya a escribir en idioma satanista a otra parte” (como respuesta a un comentarista que escribió en caracteres hebreos); “Cuidado con el jázaro adorador de Moloch. El jázaro gobierna y tiene el poder: cuide bien a sus hijos hasta podamos echar al jázaro y liberar la patria”; “Y no olvidemos: el jázaro Jabad Lubavitch es el que ungió al que gobierna (en referencia al presidente Javier Milei) y, por lo tanto, el que gobierna está al servicio del jázaro que adora a Moloch en los túneles subterráneos de Nueva York. Esto no es broma. Repetimos: no es broma, ellos son fanáticos religiosos y son muy peligrosos”.